# Polomí
Polomí település Csehországban, a Prostějovi járásban. Polomí Luká, Hvozd, Hačky és Bohuslavice településekkel határos. Lakosainak száma 143 fő (2024. január 1.).

## Népesség
A település lakosságának változását az alábbi diagram mutatja:
| Lakosok száma | 299  | 284  | 309  | 229  | 178  | 152  | 149  | 152  | 145  | 143  |
|               | 1869 | 1890 | 1921 | 1950 | 1980 | 2001 | 2017 | 2019 | 2022 | 2024 |